# فروت گاشرز
فروت گاشرز (انگلیسی: Fruit Gushers) (به اختصار گاشرز) یک میان‌وعده میوه ای با برند بتی کراکر است که در سال ۱۹۹۱ معرفی شد. فروت گاشرز نرم و جویدنی، با هسته ای آبدار است.